# Granville Gee Bee Model R Super Sportster
De Granville Gee Bee Model R Super Sportster was een Amerikaans eenmotorig laagdekker racevliegtuig, voortgedreven door een 800 pk Pratt & Whitney stermotor. Het toestel werd ontwikkeld en geproduceerd door vliegtuigfabriek Granville Brothers Aircraft, ook wel aangeduid als Gee Bee Aircraft. De eerste vlucht vond plaats op 13 augustus 1932.

## Ontwerp en historie
Het ontwerp van de Gee Bee was grotendeels afkomstig van de Gee Bee Model Z Super Sportster, maar de romp was 78 centimeter langer. De vleugels waren geheel gemaakt van hout. De romp, vervaardigd van metalen buizen, was vooraan bekleed met aluminium platen. De vleugels waren verstevigd met aan de romp bevestigde spandraden. Het vliegtuig had een vast onderstel met gestroomlijnde kappen en werd voortgedreven door een Pratt & Whitney Wasp luchtgekoelde negencilinder (met totaal 22 liter inhoud) stermotor van 800 pk. Uit windtunneltests bleek dat een druppelvorm voor de romp de minste weerstand bood. De grootste breedte van de romp zat achter de motor ter hoogte van de vleugel. De reden dat de cockpit zich helemaal achterin de romp bevond was dat de piloot zo een beter zicht had bij het ronden van de pylonen tijdens de race. 
De Model R won in 1932 de Thompson Trophy met een gemiddelde snelheid van 407 km/u (253 mph). De Gee Bee racers waren weliswaar snel en succesvol, maar hadden ook een slechte reputatie, ze waren instabiel en lastig te vliegen. En waren betrokken bij diverse fatale ongevallen.

## Voorganger van de Model R Super Sportster

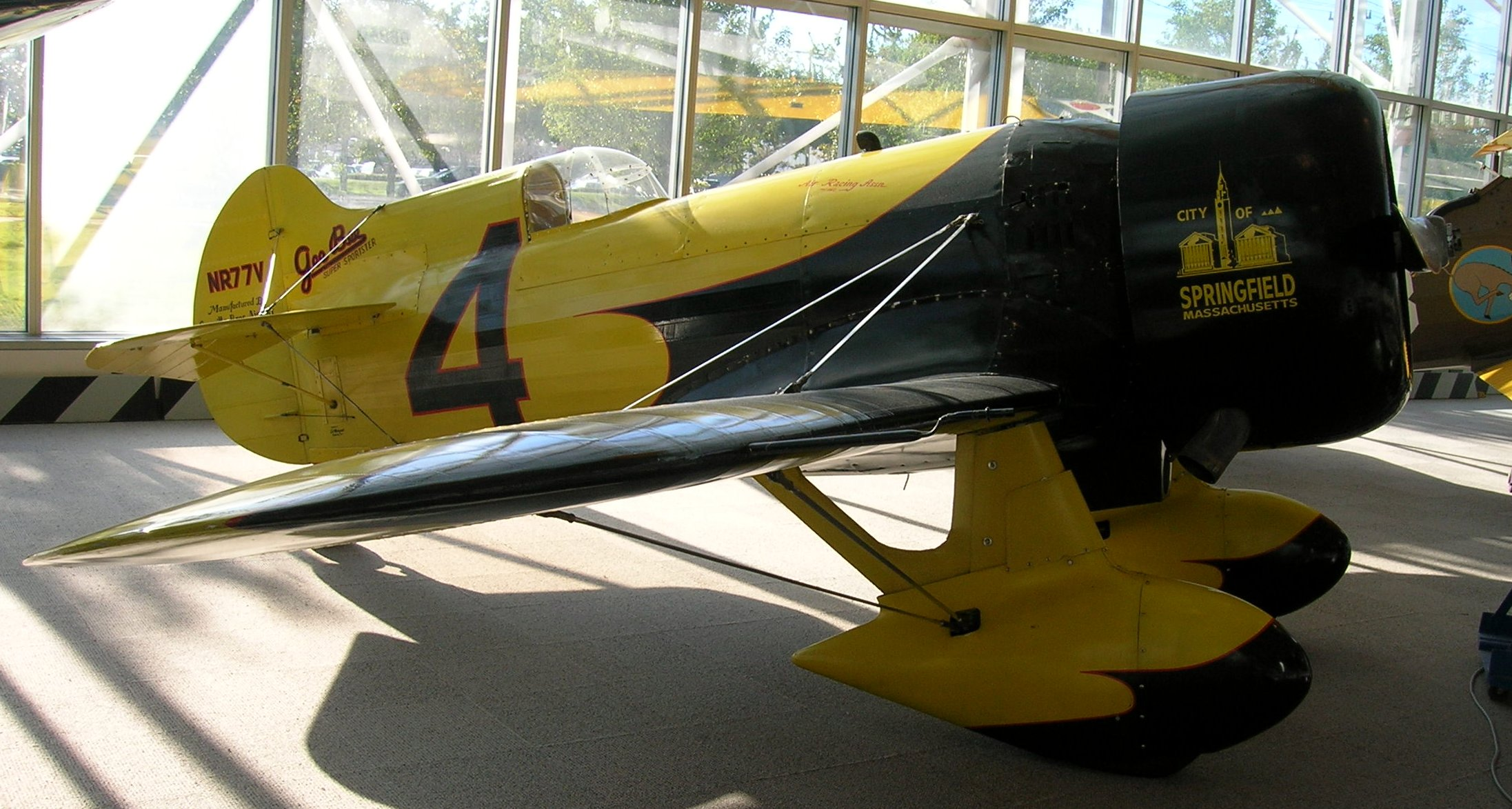
Granville Gee Bee Model Z Super Sportster, de voorganger van de Model R.

Granville Gee Bee Model Z Super Sportster
De Model Z was een succesvol racevliegtuig uit 1931 dat diverse prijzen won, waaronder de prestigieuze Thompson Trophy in 1931. De romp was iets korter dan de latere Model R. Voortgedreven door een Pratt & Whitney stermotor met 535 pk. De gemeten maximum snelheid van de Model Z was 430 km/u.

## Replica’s
Er bevinden zich statische (niet vliegende) replica’s in het New England Air Museum en het San Diego Air & Space Museum, beiden gebaseerd op originele tekeningen. Een ander exemplaar wordt getoond in het Lyman and Merrie Wood Museum. Er bestaat ook een luchtwaardige replica van de Model R in het Fantasy of Flight museum in Florida.